# Шаафхайм
Шаафхайм (на немски: Schaafheim) е селище (Gemeinde) в Дармщат-Дибург в Хесен, Германия, на площ от 32,16 км² и с 9221 жители (2015).
Шаафхайм се намира в Южен Хесен, на около 12 км североизточно от Дибург и 15 км западно от баварския Ашафенбург в историческия регион Бахгау.
Император Карл IV дава през 1368 г. на Шаафхайм права на град.